# جون ماكغينس (متسابق دراجات نارية)
جون ماكغينس (بالإنجليزية: John McGuinness)‏ مواليد 16 أبريل 1972 في لانكشر، إنجلترا، هو متسابق دراجات نارية إنجليزي فاز بكأس جزيرة مان السياحية. نافس في سباقات بطولة العالم لفئة 500 سي سي ولفئة 250 سي سي ولفئة 50 سي سي.

## البطولات
- كأس جزيرة مان السياحية 1999
- كأس جزيرة مان السياحية 2015

## روابط خارجية
- جون ماكغينس على موقع MotoGP.com (الإنجليزية)
- جون ماكغينس على موقع WorldSBK.com (الإنجليزية)